# Чаварине
Чаварине (на сръбски: Чаварине) е село в Босна и Херцеговина, разположено в община Соколац, в ентитета на Република Сръбска. Населението му според преброяването през 2013 г. е 68 души, от тях: 68 (100 %) сърби.

## Население
Численост на населението според преброяванията през годините:
- 1961 – 145 души
- 1971 – 136 души
- 1981 – 113 души
- 1991 – 96 души
- 2013 – 68 души